# Eublemma lorna
Eublemma lorna är en fjärilsart som beskrevs av William Schaus 1904. Eublemma lorna ingår i släktet Eublemma och familjen nattflyn. Inga underarter finns listade i Catalogue of Life.